# Bertalan Bicskei
Bertalan Bicskei (Boedapest, 17 september 1944 – aldaar, 16 juli 2011) was een Hongaars voetballer die speelde als doelman. Na zijn actieve loopbaan stapte hij het trainersvak in. Bicskei was onder meer tweemaal bondscoach van Hongarije (1989 en 1998–2001) en had de nationale ploeg in totaal 45 duels onder zijn hoede. Hij overleed op 66-jarige leeftijd.